# Бено Стефан фон Миленковић
Бено Стефан фон Миленковић (Гоновиц, 16. децембар 1869 — Беч, 27. август 1946) био је контраадмирал Аустроугарске ратне морнарице, српског порекла.

## Биографија
Његов деда је био пуковник Стефан фон Миленковић, а отац књижевник Стефан фон Миленковић.
Завршио је Поморску академију аустријске царске и краљевске морнарице у Ријеци 1885. године. Као млади поручник 2. класе бојног брода, испловио је 21. септембра 1889. године из Пуле, на пут око света. Кроз Гибралтар, отиснуо се до Рио де Жанеира, Монтевидеа, Магелановог мореуза, Тимора, Маурицијуса, натраг до Пуле.
Официрску торпедну школу је завршио 1892. године.
У Првом светском рату је командовао Другом торпедном флотилом, састављеном од једне крстарице, 12 разарача и 36 торпедних чамаца. Од 1917. године је био у Министарству морнарице у Бечу.
Радио је у међудржавној поморској комисији у Одеси и Севастопољу, за обнову бродова на Црном мору.
Пензионисан је 1. јануара 1919. године. Из свих дужности се повукао 1. јануара 1921. године.

## Одликовања
- Крст за војне заслуге (1912)
- Спомен-крст 1912-1913 (1913)
- Медаља војне службе 3. класе за официре са ратним одликовањима (1914)
- Орден Румунске круне (1914)
- Орден Гвоздене круне III реда (1915)
- Карл-трупни крст
- Крст за војне заслуге  III реда са ратним декорацијама (1917)
- Гвоздени крст II реда (1917)
- Велики крст Аустријског реда Леополда са ратним декорацијама